# Lucas Gourna-Douath
Lucas Gourna-Douath (Villeneuve-Saint-Georges, 5 de agosto de 2003) é um futebolista francês que atua como meio-campista. Atualmente, joga pela AS Roma.

## Carreira

### Início
Nascido na comuna Villeneuve-Saint-Georges, na França, Lucas Gourna-Douath começou a jogar futebol no AS Lieusaint e depois no US Sénart-Moissy, onde ficou 2012 a 2017 antes de transferir-se ao Saint-Étienne em 2018, após jogar no US Torcy. Desde sua entrada, foi considerado um dos jogadores mais promissores de sua geração. Maduro, foi posto para integrar o time principal com apenas 16 anos, começando em 2020 a treinar com o time profissional e sendo elogiado por um um capitães do time Yann M'Vila, que o considerava o melhor jogador jovem do clube.

### Saint-Étienne
Em 5 de junho de 2020, Lucas assinou seu primeiro contrato profissional válido por três anos. Fez sua estreia profissional em 12 de setembro de 2020, na vitória por 2–0 sobre o RC Strasbourg em partida válida pela 12ª rodada da Ligue 1, entrando no decorrer do jogo no lugar de Adil Aouchiche. 8 de novembro de 2020, fez sua estreia como titular na derrota para por 2–1 para o Lyon.
Suas excelentes atuações com apenas 17 anos de idade foram notadas no cenário internacional. Ao todo, atuou em 65 partidas pelo Saint-Étienne.

### Red Bull Salzburg

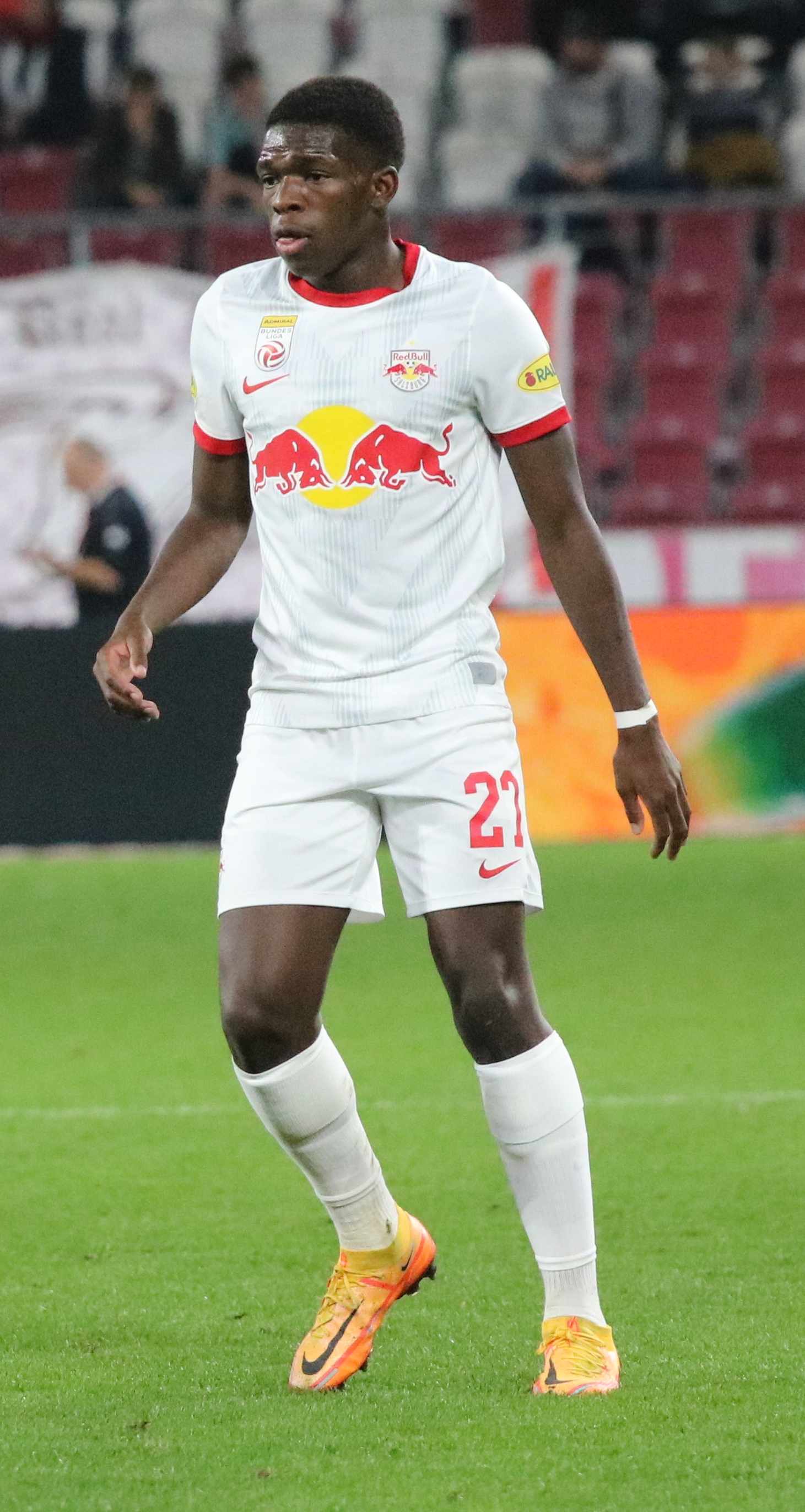
Lucas Gourna-Douath em 2022

Em 13 de julho de 2022, Lucas Gourna-Douath foi anunciado como reforço do Red Bull Salzburg, assinando até junho de 2027. O valor da transferência revelado de 15 milhões de euros, fazendo-o da compra mais cara da história do futebol austríaco. Ficou em 11º lugar da lista elaborada pela Tuttosport de candidatos a vencer o Golden Boy 2023.
AS Roma
A Roma dia 3 de fevereiro de 2025 contrata-o por empréstimo com opção de compra de 18 milhões de euros, que se torna obrigatória consoante determinadas condições. Ele usa a camisola 27. 

## Seleção francesa
Passando pelas categorias Sub-16 e Sub-19, Lucas foi convocado para a Copa do Mundo Sub-20 de 2019, mas sua ida foi barrada pelo RB Salzburg.

## Vida pessoal
Nascido na França, Lucas também tem nacionalidade centro-africana por seus pais serem do país.

## Títulos

### Red Bull Salzburg
- Campeonato Austríaco: 2022–23